# Джонс, Александр (историк)
Александр Джонс (Alexander Jones; род. 1960) — американский антиковед и историк науки, математики и астрономии.
Доктор философии (1985); профессор и (с 2017) именной директор (Leon Levy Director) Institute for the Study of the Ancient World, вместе с чем профессор математики Курантовского института математических наук, и того и другого — Нью-Йоркского университета. Прежде сотрудник Университета Торонто (в 1992—2008).
Член Американского философского общества (1998) и Канадского королевского общества, Международной академии истории науки. Отмечен Henry Allen Moe Prize (2019).
Получил степени в Университете Британской Колумбии (бакалавр классики) и Брауновском университете (доктор философии по истории математики, 1985). 16 лет провёл в Университете Торонто (1992—2008). Затем поступил в Нью-Йоркский университет, где ныне профессор и именной директор (Leon Levy Director) Institute for the Study of the Ancient World, а также профессор математики Курантовского института математических наук. Преемник директора-основателя ISAW Роджера Багналла. Стипендия Гуггенхайма (2005).
Автор пяти книг, порядка сорока статей.
Публиковался в Nature, Almagest.